# La Liberación
La Liberación é o terceiro álbum de estúdio da banda brasileira CSS.

## Faixas
| N.º | Título                                        | Duração |  |
| 1.  | "I Love You"                                  | 3:48    |  |
| 2.  | "Hits Me like A Rock (feat. Bobby Gillespie)" | 3:37    |  |
| 3.  | "City Grrrl (feat. Ssion)"                    | 4:24    |  |
| 4.  | "Echo of Love"                                | 3:47    |  |
| 5.  | "You Could Have It All"                       | 3:45    |  |
| 6.  | "La Liberación"                               | 2:13    |  |
| 7.  | "Partners in Crime"                           | 4:12    |  |
| 8.  | "Ruby Eyes"                                   | 2:46    |  |
| 9.  | "Rhythm to the Rebels"                        | 3:37    |  |
| 10. | "Red Alert (feat. Ratatat)"                   | 3:28    |  |
| 11. | "Fuck Everything"                             | 5:32    |  |

| iTunes Europe bonus track |           |         |  |
| N.º                       | Título    | Duração |  |
| 1.                        | "Yolanda" |         |  |

| Amazon Europe digital bonus track |         |         |  |
| N.º                               | Título  | Duração |  |
| 1.                                | "Knees" | 3:41    |  |

| iTunes Japan digital bonus track |                        |         |  |
| N.º                              | Título                 | Duração |  |
| 1.                               | "Tutti Frutti Fake"    | 3:17    |  |
| 2.                               | "Cats"                 | 3:17    |  |
| 3.                               | "I Couldn't Care Less" | 3:30    |  |

## Singles
O primeiro single é "Hits Me Like a Rock", e apresenta participação especial do vocalista do Primal Scream, Bobby Gillespie.

## Outras músicas
"Tutti Frutti Fake", é uma B-side para o lançamento japonês de "Hits Me Like a Rock"